# Gertrude Lawrence
Gertrude Lawrence, pseudonimo di Gertrud Alexandra Dagmar Klasen (Londra, 4 luglio 1898 – New York, 6 settembre 1952), è stata un'attrice e cantante britannica.

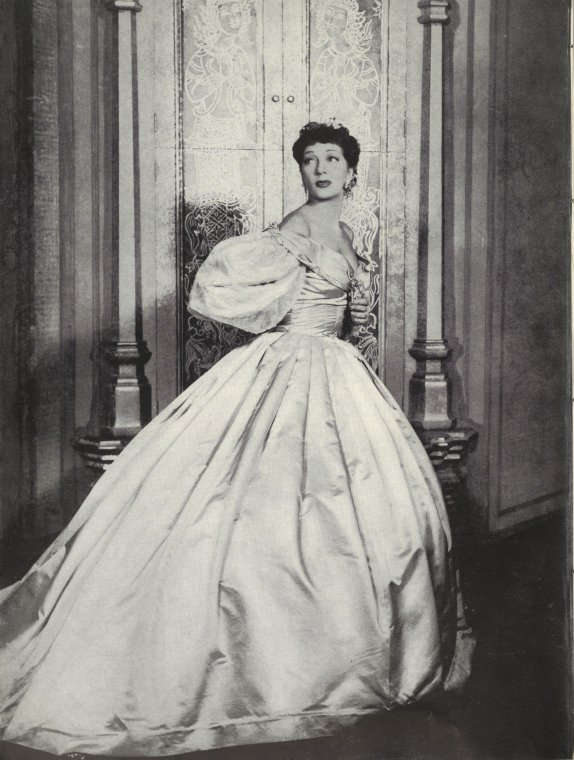
Gertrude Lawrence, 1951

Gertrude Lawrence è stata una delle stelle del teatro britannico e statunitense più popolari della sua epoca, musa ispiratrice di autori quali George Gershwin, Noël Coward, Rodgers e Hammerstein, Cole Porter, Kurt Weill e Daphne du Maurier.

## Biografia

### Gli esordi e l'affermazione
Gertrude Lawrence nacque a Londra il 4 luglio 1898. Di umili origini, cresciuta nel popolare quartiere londinese di Clapham, la Lawrence già da bambina frequentò la scuola di recitazione di Italia Conti, un'istituzione nell'Inghilterra dell'epoca. Lì conobbe un giovanissimo Noel Coward con il quale instaurò fin dagli inizi una forte amicizia che risulterà, in seguito, in collaborazioni destinate a segnare la storia del teatro britannico. Per lei Coward scriverà alcuni dei suoi capolavori più apprezzati come Vite private, Spirito allegro e Tonight at 8:30.
Da teen-ager, Gertie (diminutivo con il quale era nota) si unì al padre, un vecchio attore da music hall con una certa propensione all'ubriacarsi in scena. Con lui si esibì in due tournée nel paese fino a quando il genitore ottenne una scrittura in Sud Africa e partì, abbandonando la figlia al suo destino. Gertie ebbe la grande occasione quando l'impresario André Charlot (uno dei più grandi produttori del West End dell'epoca) le offrì di fare da sostituta alla diva comica Beatrice Lillie e di apparire come ballerina di fila nella sua ultima intimate revue, un genere di rivista molto in voga negli anni '10 e nel quale gli inglesi erano specializzati. La Lawrence ricoprì simili ruoli in altri spettacoli dello stesso genere e in questo periodo si sposò con un direttore di scena di 20 anni più anziano di lei. Il matrimonio ebbe breve durata ma da esso nacque la sua unica figlia, Pamela.
Seguirono due anni nel cabaret durante i quali conobbe il capitano Philip Astley, un nobiluomo che diventò suo amante e che le insegnò a vestirsi e a comportarsi nell'alta società della quale diventerà una beniamina.
Nel 1921, Charlot le chiese di rimpiazzare Beatrice Lillie ammalata, dandole il ruolo di prima donna nella sua ultima produzione, A to Z, con Jack Buchanan. In essa Gertrude Lawrence introdusse la canzone che diventerà uno dei suoi cavalli di battaglia, Limehouse Blues.
Nel 1923, Noël Coward scrisse la sua prima rivista, London Calling!. Sempre prodotta da Charlot, ebbe un tale successo che una seconda venne realizzata l'anno dopo per essere portata a Broadway. Il trionfo in America consacrò Gertrude Lawrence come nuova stella indiscussa del teatro inglese e americano. La canzone Parisian Pierrot di Noel Coward sarà un altro dei successi discografici della Lawrence.
Il 9 gennaio 1924 apparve nella prima assoluta di Andre Charlot's Revue of 1924 di Eubie Blake, Philip Braham e Ivor Novello per il Broadway theatre con Jack Buchanan e Beatrice Lillie, arrivando a 298 recite.

### Gli anni del successo
Quando il 10 novembre 1925 la prima assoluta di Charlot's Revue of 1926 di Blake, Braham e Novello, aprì a Broadway, il critico Alexander Woollcott (conosciuto come il "macellaio" di Broadway per la sua severità) scrisse della Lawrence: "è la personificazione dello stile e della sofisticatezza, l'ideale della star!". Fu l'ultimo spettacolo di Gertie per Charlot. L'8 novembre 1926 divenne la prima attrice britannica ad essere protagonista di un musical americano: Lady Kay Denham in Oh, Kay! con Victor Moore, un musical scritto appositamente per lei da George Gershwin e Ira Gershwin. Un notevole successo che la Lawrence, più tardi, portò anche nel West End londinese e con il quale aggiunse un ennesimo successo discografico alla sua oramai lunga lista: la celebre Someone to Watch Over Me. A questo seguirono altri progetti fra cui i trionfi con Coward in Vite private e Tonight at 8:30 e il musical Nymph Errant, l'unico scritto da Cole Porter per un teatro inglese (l'Adelphi di Londra).
Nel 1940 Gertrude sposò Richard Aldrich, proprietario della Cape Playhouse, col quale rimarrà sposata fino alla propria morte nel 1952.
Il 30 dicembre 1940 (in anteprima a Boston con Danny Kaye) la Lawrence tornò al teatro musicale con uno dei suoi più notevoli successi: Liza Elliott in Lady in the Dark, un tour de force (dal 23 gennaio 1941 a New York) scritto per lei da Kurt Weill, Ira Gershwin e Moss Hart. Il New York Times la definì "una dea" e il New York Herald Tribune la definì "la più grande attrice del teatro americano".

### Carriera cinematografica
Nel corso della sua carriera, Gertrude Lawrence apparve in pochissimi film. Il suo esordio sullo schermo fu nel 1929 nel musical The Battle of Paris, dove cantò due canzoni di Cole Porter. La Paramount le diede la parte solo dopo che una sua produzione chiuse i battenti a Broadway. Non avendo altri impegni nel futuro immediato, Gertrude accettò. La storia, ambientata a Parigi, venne girata a Long Island, negli studi della compagnia di produzione. La pubblicità del film enfatizzò la sua partecipazione in qualità di cantante ma il film, definito da un critico una "floperetta", non ebbe successo.
Nel 1932, apparve in tre lungometraggi: un adattamento della commedia Aren't We All?, diretta da Harry Lachman; Lord Camber's Ladies, prodotto da Alfred Hitchcock e diretto da Benn W. Levy, a fianco di Gerald du Maurier; e No Funny Business con Laurence Olivier. Nel 1935, apparve nei panni di Mimì, la protagonista di La boheme. L'anno seguente, affiancò Charles Laughton e Elsa Lanchester nel film L'arte e gli amori di Rembrandt, sulla vita del grande pittore, diretto da Alexander Korda.

### La malattia e la morte
Dal '45 al '47 la Lawrence fu impegnata nelle repliche, a Broadway e in tournée, di un revival del Pigmalione di George Bernard Shaw, il quale inizialmente non fu entusiasta di fronte all'idea di una Lawrence oramai matura nei panni della sua giovane fioraia.
Nel 1948, la Lawrence tornò in Inghilterra per apparire in una commedia scritta apposta per lei da Daphne du Maurier ma, in una nazione a pezzi dopo la guerra, il consenso di pubblico fu scarso e ciò ebbe un effetto devastante su Gertrude, che rese la vita impossibile a colleghi e amici. Secondo una biografia autorizzata del 1993 sulla scrittrice Margaret Forster, in questo periodo Gertrude Lawrence avrebbe iniziato una relazione clandestina con la du Maurier, come testimoniano le lettere d'amore fra le due pubblicate nella biografia della Forster. La Lawrence e la du Maurier erano entrambe bisessuali e la Lawrence ebbe anche una relazione con il padre della du Maurier, il celebre attore Gerald.

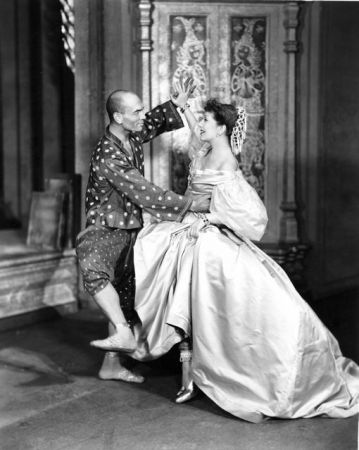
Yul Brynner e Gertrude Lawrence nel musical Il re ed io

Nel 1950, il manager di Gertrude propose a Richard Rodgers e Oscar Hammerstein II di scrivere un nuovo musical per la sua cliente. Il risultato fu The King and I (dal 29 marzo 1951 al Teatro Saint-James di New York) per il quale la Lawrence vinse il Tony Award come miglior attrice. Al suo fianco la stella emergente Yul Brinner. Purtroppo il successo fu di breve durata a causa della cattiva salute dell'attrice, che di lì a poco morì.
Nel 2000 la registrazione della Decca venne premiata con il Grammy Hall of Fame Award.

## Riconoscimenti
- Le è stato intitolato l'asteroide 3346 Gerla.[14]

- Nel 1968 la 20th Century Fox porta sullo schermo la biografia filmata dell'attrice, interpretata da una Julie Andrews all'apice della carriera. Un giorno... di prima mattina (Star!), però, non incontra il favore del grande pubblico e, nonostante sia una delle produzioni hollywoodiane più sfarzose e conquisti 7 candidatura all'Oscar, fa fiasco al botteghino.[15]

## Filmografia

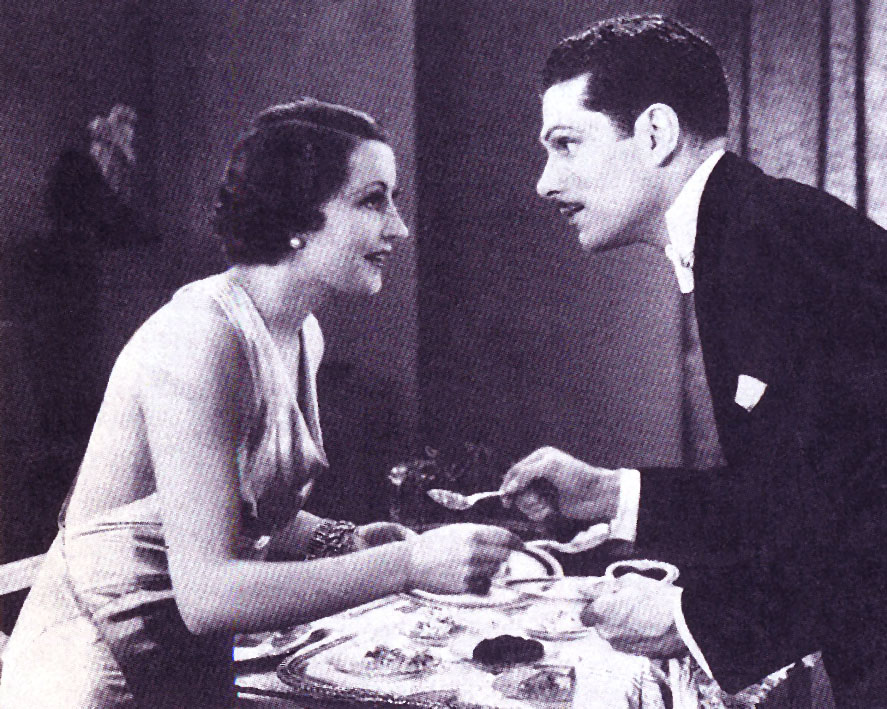
Gertrude Lawrence e Laurence Olivier in No Funny Business

- Early Mourning cortometraggio (1929)
- Gertrude Lawrence cortometraggio (1929)
- The Battle of Paris, regia di Robert Florey (1929)
- Aren't We All?, regia di Harry Lachman (1932)
- Le signore di lord Camber (Lord Camber's Ladies), regia di Benn W. Levy (1932)
- No Funny Business, regia di Victor Hanbury, John Stafford (1933)
- La boheme, regia di Paul L. Stein (1935)
- L'arte e gli amori di Rembrandt (Rembrandt), regia di Alexander Korda (1936)
- La segretaria (Men Are Not Gods), regia di Walter Reisch (1936)
- Show-Business at War, regia di Louis De Rochemont documentario/cortometraggio (1943)
- La taverna delle stelle (Stage Door Canteen), regia di Frank Borzage (1943)
- Lo zoo di vetro (The Glass Menagerie), regia di Irving Rapper (1950)